# 国鉄HD60形蒸気機関車
国鉄HD60形蒸気機関車（こくてつHD60がたじょうききかんしゃ）は、日本国有鉄道（国鉄）の前身である鉄道省が、昭和時代戦中に展開した弾丸列車計画の一環として貨物用に考案した蒸気機関車。

## 構造
日本勢力圏で現存する資料の中では2形式ある4-8-4のノーザン型蒸気機関車である。モデルは満鉄マテイ形蒸気機関車を元に二軸従台車に履き替え、軸重もマテイの21トンから27トンにあげている。
重量は旅客用のHD53形と同じ重量ではあるが、動輪がマテイや狭軌の国鉄蒸気機関車と同じ1750ミリで台枠も短く、流線型のカバーも撤去したこともありボイラーが大型化している。
炭水車は石炭15トン水40トンで二軸と三軸のボギー台車を使っている。旅客用のHD53形と比較しても最も現実的で実現性の高い機関車である。